# 圣蒂尼
圣蒂尼（法語：Saintigny，法語發音：[sɛ̃tiɲi]）是法国厄尔-卢瓦省的一个市镇，属于诺让勒罗特鲁区。该市镇于2019年由原市镇圣但尼多图和弗雷蒂尼合并而成，行政中心位于圣但尼多图。

## 地名
该地名“圣蒂尼”（Saintigny）由“圣但尼多图”（Saint-Denis-d'Authou）和“弗雷蒂尼”（Frétigny）各取一部分组合而成。

## 地理
圣蒂尼（48°20'43"N, 0°59'15"E）面积45.22 平方千米，位于法国中央-卢瓦尔河谷大区厄尔-卢瓦省，该省份为法国北部内陆省份，北起顺时针与厄尔省、伊夫林省、埃松省、卢瓦雷省、卢瓦-谢尔省、萨尔特省和奧恩省接壤。
与圣蒂尼接壤的市镇（或旧市镇、城区）包括：圣维克托德比通、蒙朗东、尚普龙昂加蒂讷、孔布尔、蒂龙-加尔代、马罗勒莱比、阿尔西斯。
圣蒂尼的时区为UTC+01:00、UTC+02:00（夏令时）。

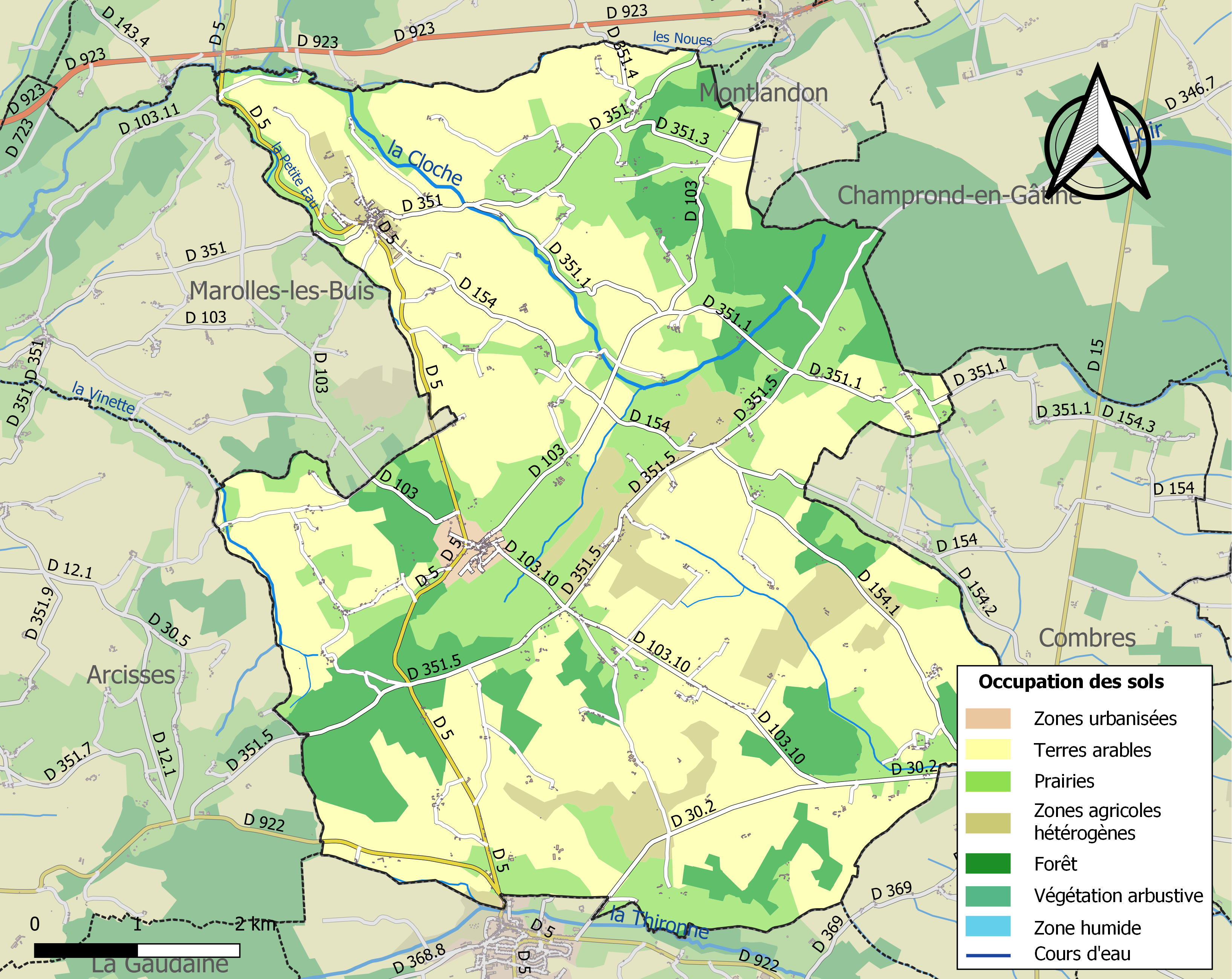
圣蒂尼的OSM定位图

## 行政
圣蒂尼的邮政编码为28480，INSEE市镇编码为28331。

## 政治
圣蒂尼所属的省级选区为诺让勒罗特鲁县。

## 人口
圣蒂尼于2022年1月1日时的人口数量为934人。